# Королівська армія Нідерландів
Королівська армія Нідерландів (нід. Koninklijke Landmacht) — сухопутний підрозділ збройних сил Нідерландів. Хоча Королівська армія Нідерландів була сформована 9 січня 1814 року, її коріння сягає 1572 року, коли Голландську державну армію було створено, завдяки чому голландська постійна армія стала однією з найстаріших у світі. Вона брала участь у Наполеонівських війнах, Другій світовій війні, війні за незалежність Індонезії та Корейській війні, а також несла службу на кордоні НАТО в Західній Німеччині за Холодної війни.
З 1990 року армію відправляли на війни в Іраку (з 2003 року) та в Афганістані, а також до кількох миротворчих місіях Організації Об'єднаних Націй (зокрема, у UNIFIL у Лівані, UNPROFOR у Боснії та Герцеговині та MINUSMA у Малі).
Завдання Королівської армії Нідерландів викладені в Конституції Нідерландів: захищати територію Королівства Нідерландів (включно з голландським Карибським басейном) і його союзників, захищати і розвивати міжнародний правопорядок і підтримувати (місцевий) уряд у правоохоронних органах, ліквідації наслідків стихійних лих та гуманітарній допомозі як на національному, так і на міжнародному рівнях. Вищу владу над збройними силами Нідерландів здійснює уряд (що складається з короля та кабінету міністрів); Таким чином, немає конституційного верховного головнокомандувача. Однак військовослужбовці армії присягають на вірність нідерландському монарху.
Доктрина голландської армії наголошує на міжнародному співробітництві. Нідерланди є членом-засновником зі значним внеском у НАТО і тісно співпрацюють з іншими державами-членами під час місій під проводом Європейського Союзу. Більше того, успішне голландсько-німецьке військове співробітництво розглядається як провісник європейської оборонної інтеграції, що стикається з меншою кількістю мовних і культурних проблем, ніж аналогічна франко-німецька бригада. У 2014 році 11-та аеромобільна бригада була включена до складу німецької Дивізії швидкого реагування у 2016 році голландсько-німецький 414-й танковий батальйон був інтегрований у 43-тю механізовану бригаду, яка, у свою чергу, була інтегрована в 1-шу танкову дивізію Німеччини. Крім того, німецька 61-ша група ППО (нім. Flugabwehrraketengruppe 61) у 2018 році була інтегрована до Об'єднаного наземного командування протиповітряної оборони Нідерландів.

## Історія

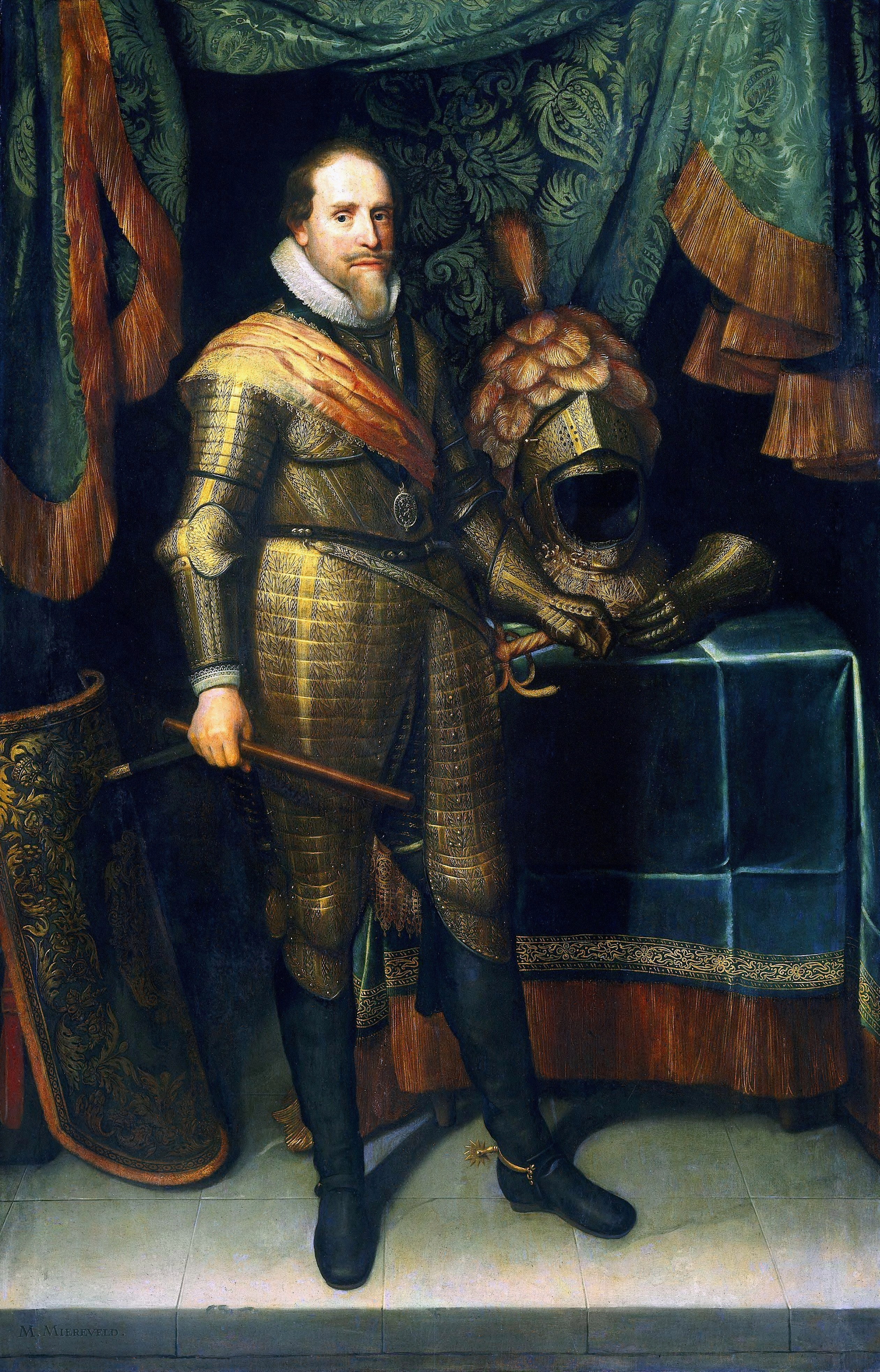
Моріс Оранський в образі Міхіеля ван Міревельта приблизно між 1613 і приблизно 1620 роками.

### Витоки
Королівська армія Нідерландів була сформована 9 січня 1814 року, але її початок сягає заснування Голландської державної армії у 1572 році: створення однієї з перших сучасних постійних армій. Під командуванням таких відомих полководців, як Моріс Оранський та Вільям Луїс Нассау-Ділленбурзький, армія перетворилася на одну з найкраще організованих і навчених армій 17-го та початку 18-го століть. Інноваційна армія пройшла ретельний процес професіоналізації під їхнім командуванням, включаючи революційні піхотні тренування та тактику облог, яка довела свою ефективність під час битви під Ніувпортом.
Армія Нідерландів Нідерландської Республіки брала участь у Вісімдесятирічній війні, датсько-шведській війні, франко-голландській війні, дев'ятирічній війні, війні за іспанську спадщину, війні за австрійську спадщину та французькій Революції.

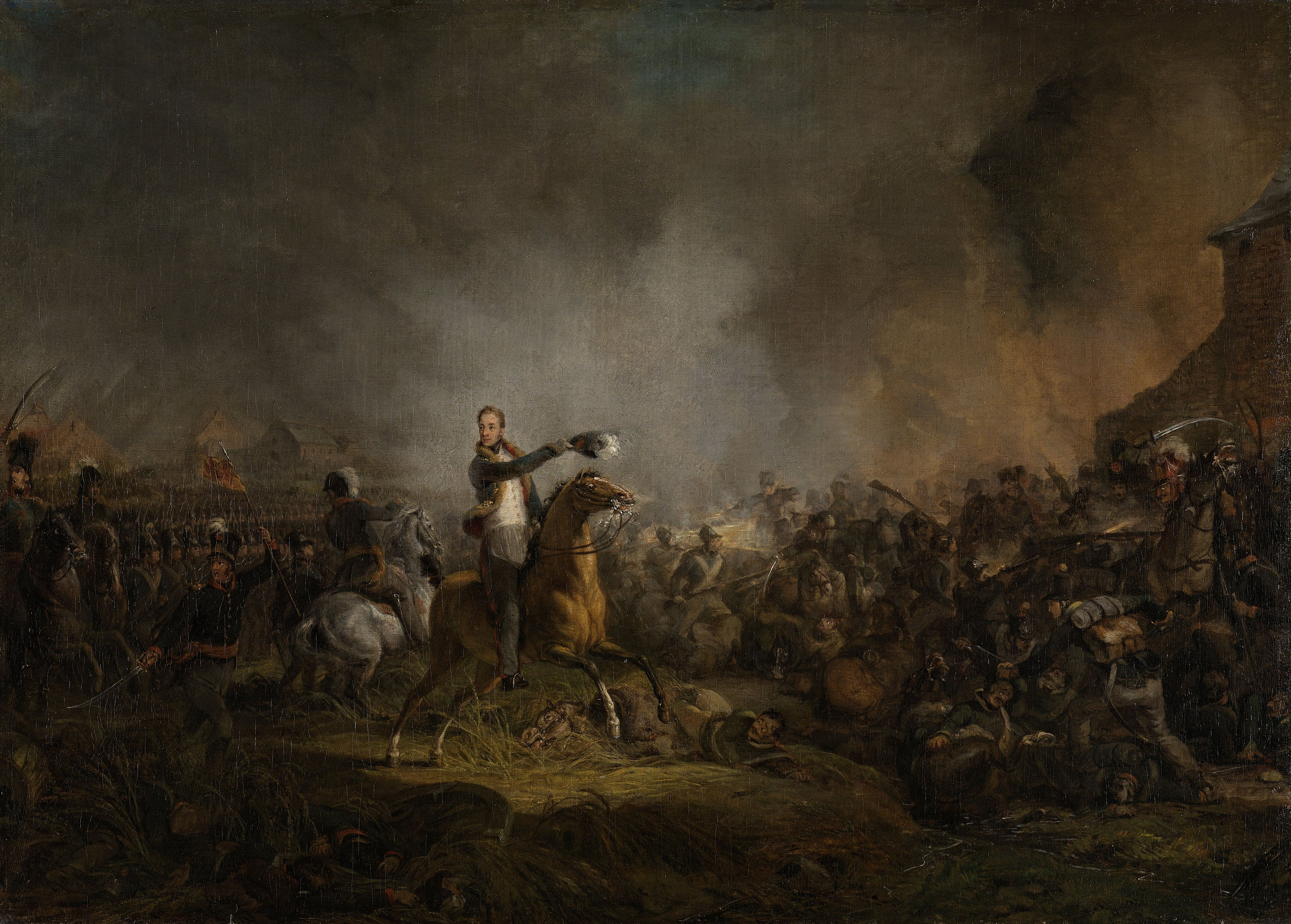
Нідерландський король Вільгельм II у битві при Катр-Брас.

### Королівство Нідерландів (1814—1914)
У 1814 році, через рік після повернення короля Нідерландів Вільгельма I до Схевенінгена та повстання оранжистів проти правління Наполеона, незалежна голландська армія була реформована новим Королівством Сполучених Нідерландів. Ополчення кількох голландських штатів були інтегровані в цю новостворену мобільну армію Нідерландів, і вона стала невід'ємною частиною союзної армії під час кампанії «Сто днів», кульмінацією якої стала битва при Ватерлоо. Такі підрозділи, як барон Шассе, були вкрай важливі для забезпечення перемоги союзної армії. З 1814 року армія брала участь у різних конфліктах, включаючи кампанію Ватерлоо (1815) і різні колоніальні війни (1825—1925).

### Світові війни (1914—1945)

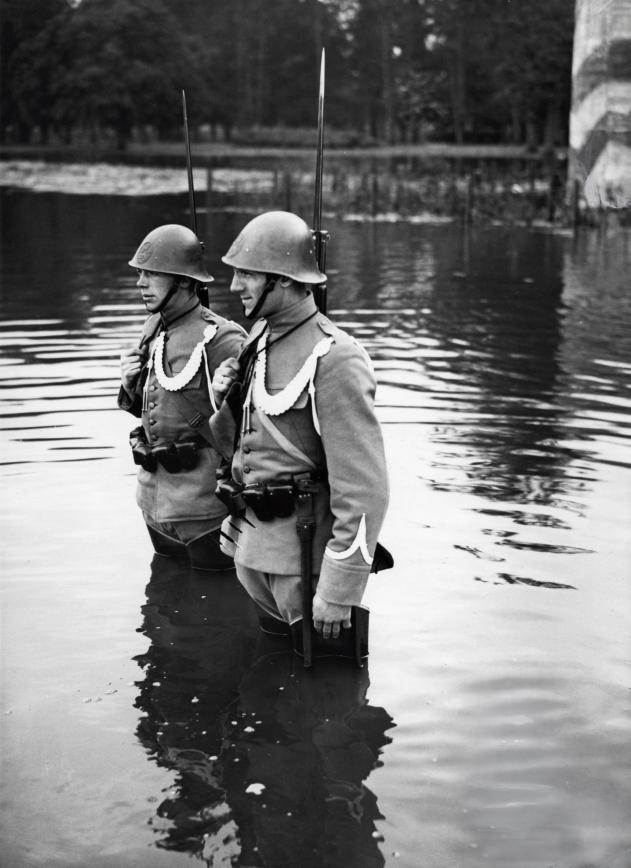
Солдати на варті під час мобілізації армії в 1939 році.

Під час Першої світової війни Нідерланди продовжували політику нейтралітету. Ця позиція частково виникла через сувору політику нейтралітету в міжнародних справах, яка почалася в 1830 році з відокремленням Бельгії. Проте голландський нейтралітет не гарантувався великими державами в Європі, і він також не був частиною нідерландської конституції. Нейтралітет країни ґрунтувався на переконанні, що її стратегічне положення між Німецькою імперією, окупованою Німеччиною Бельгією та британцями гарантує її безпеку. Військова стратегія Нідерландів була спрямована виключно на оборону і значною мірою спиралася на голландську водну лінію, оборонне кільце річок і низин, що оточували центральний голландський регіон Голландії, який міг бути затоплений.
На початку Другої світової війни I армійський корпус був стратегічним резервом сил і розташовувався в Вестинг-Голланді, навколо Гааги, Лейдена, Гарлема та Вестленду. Німецьке вторгнення стало повною несподіванкою для армійського командування і шокувало голландське населення. Королівській армії Нідерландів спочатку вдалося уповільнити просування Німеччини та дати відсіч у напружених боях, таких як битва за Гаагу, битва за Роттердам і битва при Афслюйтдейку, але нищівне німецьке бомбардування Роттердама та загроза бомбардування Утрехта змусили голландське верховне командування капітулювати.
Між 1945 і 1949 роками Королівська армія Нідерландів, яка спочатку використовувала головним чином військових добровольців, але пізніше сильно залежала від призовників, була розгорнута в Голландській Ост-Індії під час війни за незалежність Індонезії. Щоб відновити владу, порядок і мир у Голландській Ост-Індії, у 1946 році було створено першу дивізію сухопутних експедиційних сил. Під час конфлікту до Азії було направлено близько 25 тисяч добровольців і 95 тисяч солдатів строкової служби, загинув 4751 військовослужбовець.

#### Холодна війна
Під час Корейської війни 4748 членів армії, Королівського флоту Нідерландів і Морської піхоти Нідерландів сформували зведений корпус і були направлені в Східну Азію для боротьби з військами КНР і Північної Кореї. У боях загинуло 122 бійців, 3 пропали безвісти.
Перший Нідерландський корпус стояв на чергуванні разом зі своїми союзниками у НАТО в Німеччині під час холодної війни. У 1980-х роках корпус складався з трьох дивізій: 1-ї, 4-ї та 5-ї (резервної) дивізій. Була частиною Північної групи армій НАТО (ПГА). Військове завдання корпусу командувач ПГА сформулював наступним чином:
- Взяти на себе відповідальність за свій корпусний сектор і якнайшвидше замінити сили 1-го німецького корпусу.
- Вести бій з силами прикриття відповідно до концепції операцій ПГА.
- У головному оборонному бою:
  - утримувати та знищувати сили провідних армій противника умовно якомога далі на схід, зберігаючи взаємодію з 1-м німецьким корпусом;
  - у випадку значного прориву, що зачіпає сектор 1-го нідерландського корпусу, будьте готові утримувати територію між дорогами A7 і B3 і провести контратаку згідно з концепцією операцій ПГА.
- Підтримувати згуртованість і захищати лівий фланг ПГА у передовій зоні бойових дій.

Війська голландської армії були розгорнуті в Лівані як частина міжнародних сил захисту з 1979 року Війна в Лівані, 1979—1985 UNIFIL. З 9084 солдатів, які служили в Лівані, 9 солдатів загинули в бою.

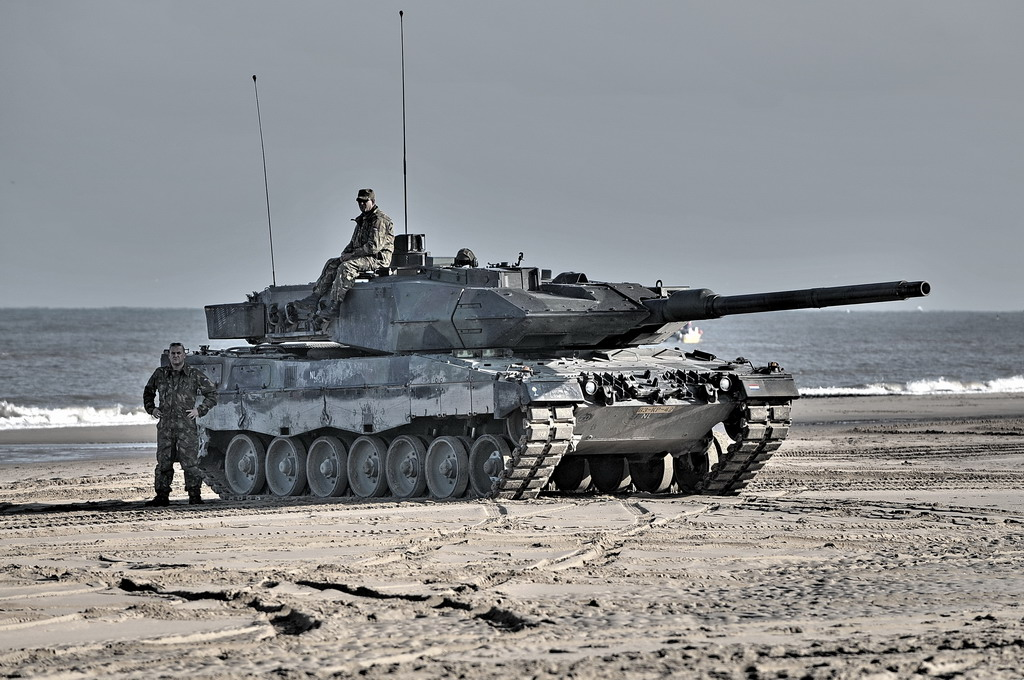
Голландський основний бойовий танк Leopard 2 на пляжі Схевенінген, 2008 рік.

Падіння «залізної завіси» та наступне закінчення «холодної війни» мали значний вплив на голландські збройні сили в цілому, але на армію зокрема. Обов'язковий призов на військову службу було призупинено, а «надлишкове» спорядження було продано. Була сформована аеромобільна бригада, активізувалося співробітництво з країнами-союзниками, зокрема з Німеччиною. 7 грудня 1995 року Перший Нідерландський корпус було скорочено до Першої дивізії, яка стала частиною новоствореного I Німецько-голландського корпусу, і, як наслідок, сам штаб дивізії було розформовано. Крім того, армія дедалі більше зосереджувалася на операціях з підтримання та примусу до миру та брала участь у кількох операціях у колишній Югославії (1991–дотепер), а також у Камбоджі (1992—1994), на Гаїті (1995—1996), Кіпрі (1998—1999), в Еритреї та Ефіопії (2001), Іраку (2003—2005), Афганістані (2002—2021), Чаді (2008—2009) та Малі (2014—2019).

## Структура
Основну бойову частину армії складають три бригади: 11 аеромобільна бригада, 13 окрема легка бригада та 43 окрема механізована бригада. Чисельність штатного професійного персоналу становить 22 850 осіб та близько 4 000 резервістів. Королівська армія Нідерландів є контрактною: обов'язкова військова служба не скасована, а призупинена. Інші три служби (Королівський військово-морський флот Нідерландів, Королівські військово-повітряні сили Нідерландів і Королівське Марехаусзее) також є повністю добровольчими.
- Штаб сухопутних військ, Утрехт
  -  11 аеромобільна бригада в Шарсбергені
  -  13 легка бригада в Ойрсхоті
  -  43 механізована бригада в Гавелте
  -  Командування Сил спеціальних операцій, Розендал
  -  1 (GE/NL) Corps, Мюнстер (Німеччина)
  -  Об'єднане командування наземної протиповітряної оборони у Вредепілі
  -  Командування оперативної підтримки в Апелдорні
  -  Командування матеріально-технічного забезпечення армії в Утрехті
  -  Командування освіти та підготовки в Амерсфорті

## Озброєння

### Піхота
Основною зброєю королівської армії Нідерландів є штурмова гвинтівка Colt C7NLD або Colt C8NLD виробництва Colt Canada (раніше Diemaco). У 2009 році зброю було значно оновлено: новий приклад, що втягується, Diemaco IUR з рейками RIS для кріплення ліхтариків і лазерних систем, а також вертикальну передню рукоятку з вбудованою сошкою; пластикові магазини термоформи тепер стали коричневими. Прицільна система ELCAN також зникла на користь прицілу Aimpoint CompM4 шведського виробництва з червоною точкою. Крім того, зброю можна додатково вдосконалити за допомогою планки Пікатінні, підствольного гранатомета Heckler & Koch UGL тощо. Сили спеціальних операцій вирішили використовувати модифіковані штурмові гвинтівки HK416 і стрілецькі гвинтівки HK417. Стандартною другорядною зброєю в усіх видах збройних сил Нідерландів є пістолет Glock 17 австрійського виробництва.

### Бронетехніка
Основним бойовим танком армії є Leopard 2 CV 90 шведського виробництва (позначається як CV9035NL) — це бойова машина піхоти армії, яку на полі бою підтримують бойові броньовані машини Boxer MRAV. Розвідувальні підрозділи використовують легку броньовану розвідувальну машину Fennek.

### Артилерія і ППО
Зараз Командування вогневої підтримки оперує двома артилерійськими системами: трьома батареями, оснащеними САУ PzH 2000NL, і однією батареєю, оснащеною 120-мм важкими мінометами Rayé Tracté. Протиповітряну оборону забезпечує модернізований ЗРК дальньої дії наземного базування МІМ-104 «Патріот». Використовуються як ракета «земля-повітря» PAC-2, так і протиракета PAC-3. Крім того, особовий склад армії використовує ракети середньої дальності NASAMS 2, платформи Fennek Stinger і радіолокаційні системи Hensoldt TRML-3D. Ці системи працюють спільно в системі протиповітряної оборони сухопутних військ (AGBADS).

### Захист та мобільність
Для середовищ, які вимагають захисту від стрілецької та легкої зброї та саморобних вибухових пристроїв, армія використовує бронеавтомобілі Bushmaster. Міністерство оборони нещодавно розмістило замовлення на 1175 нових середніх багатоцільових Iveco Medium Tactical Vehicle. Нещодавно розроблені транспортні засоби повинні почати надходити на озброєння на початку 2023 року. Кілька версій Mercedes-Benz Geländewagen використовуються в армії, включаючи легкі броньовані бойові версії, такі як G280 CDI. Volkswagen Amarok замінив значну частину автопарку Mercedes-Benz, який використовувався для повсякденних комунальних робіт і операцій у мирний час. Сили спеціальних операцій використовують Defenture VECTOR виробництва Нідерландів, який спеціально створений для спеціальних операцій.

### Інженерні та допоміжні засоби
Інженерні полки використовують кілька спеціалізованих інженерних машин на базі танків Leopard 1 і Leopard 2, таких як броньована евакуаційна машина Buffel, броньований автомобільний міст Leguaan і інженерно-бойова машина Kodiak. В армії використовується різноманітна (логістична) допоміжна техніка, включаючи чотири-, шести-, десяти- та п'ятнадцятитонні вантажівки, в основному виробництва DAF і Scania. Підрозділи радіоелектронної боротьби та ХБРЯ захисту працюють на бронетранспортері TPz Fuchs. Крім того, під час операцій, які вимагають високого рівня мобільності, армійський персонал має доступ до Luchtmobiel Special Voertuig, мотоциклів KTM і квадроциклів Suzuki.

### БПЛА
Багато типів безпілотних літальних апаратів експлуатуються в армії. Це включає моделі Black Hornet Nano, AeroVironment RQ-11B DDL Raven, Boeing Insitu ScanEagle, AeroVironment Wasp III, AeroVironment RQ-20 Puma та Boeing Insitu RQ-21 Blackjack. Значна частина БПЛА експлуатується 107-ю батареєю Об'єднаного командування ISTAR. Крім того, підрозділ робототехніки та автономних систем (RAS) 13 легкої бригади експериментує з різними безпілотними наземними транспортними засобами та експлуатує їх, зокрема THeMIS виробництва Milrem Robotics та Mission Master компанії Rheinmetall.

## Галерея

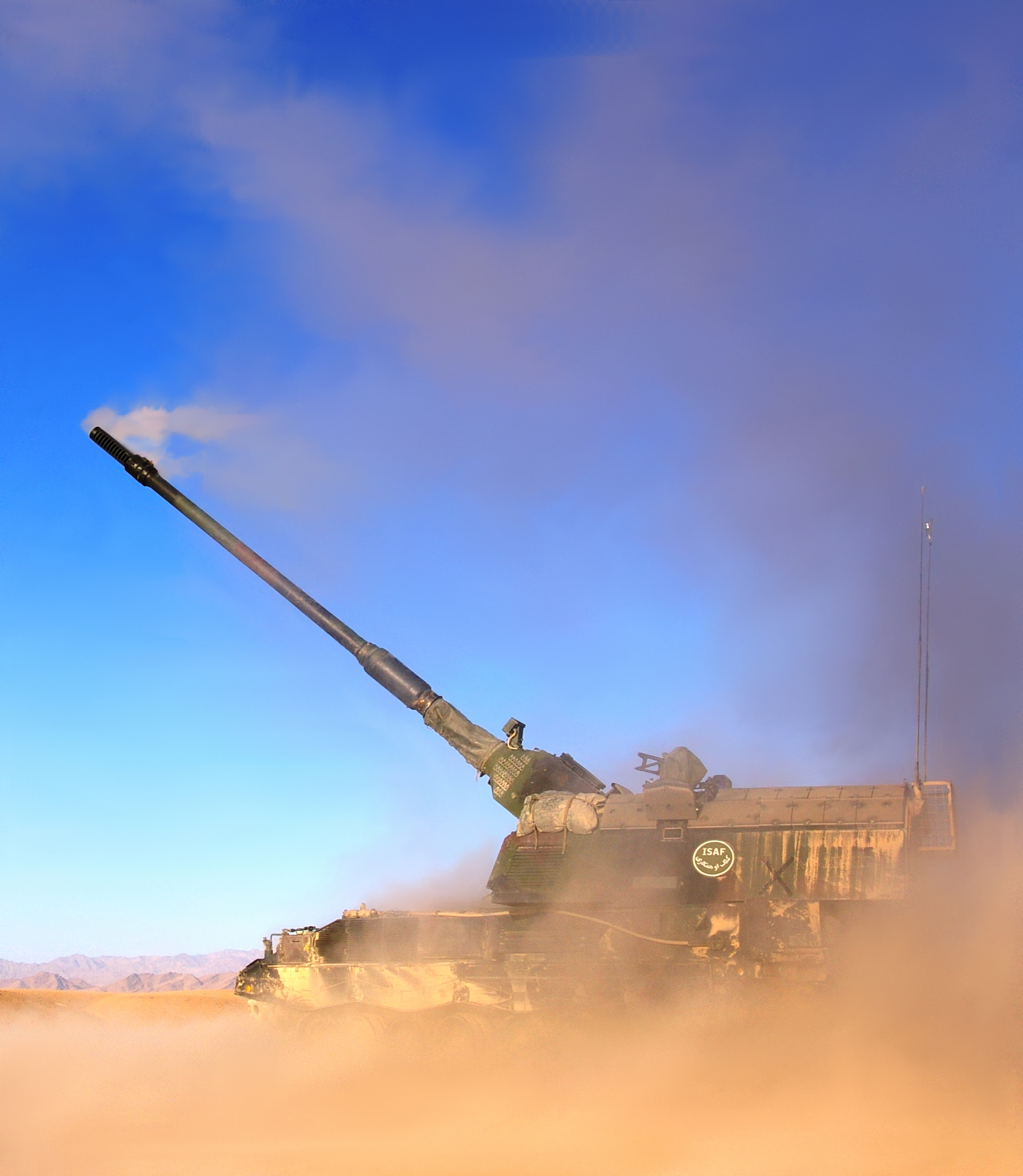
PzH 2000
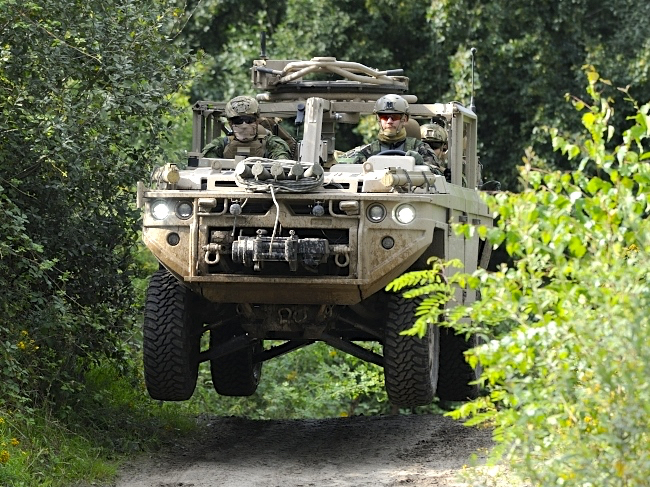
VECTOR[en]
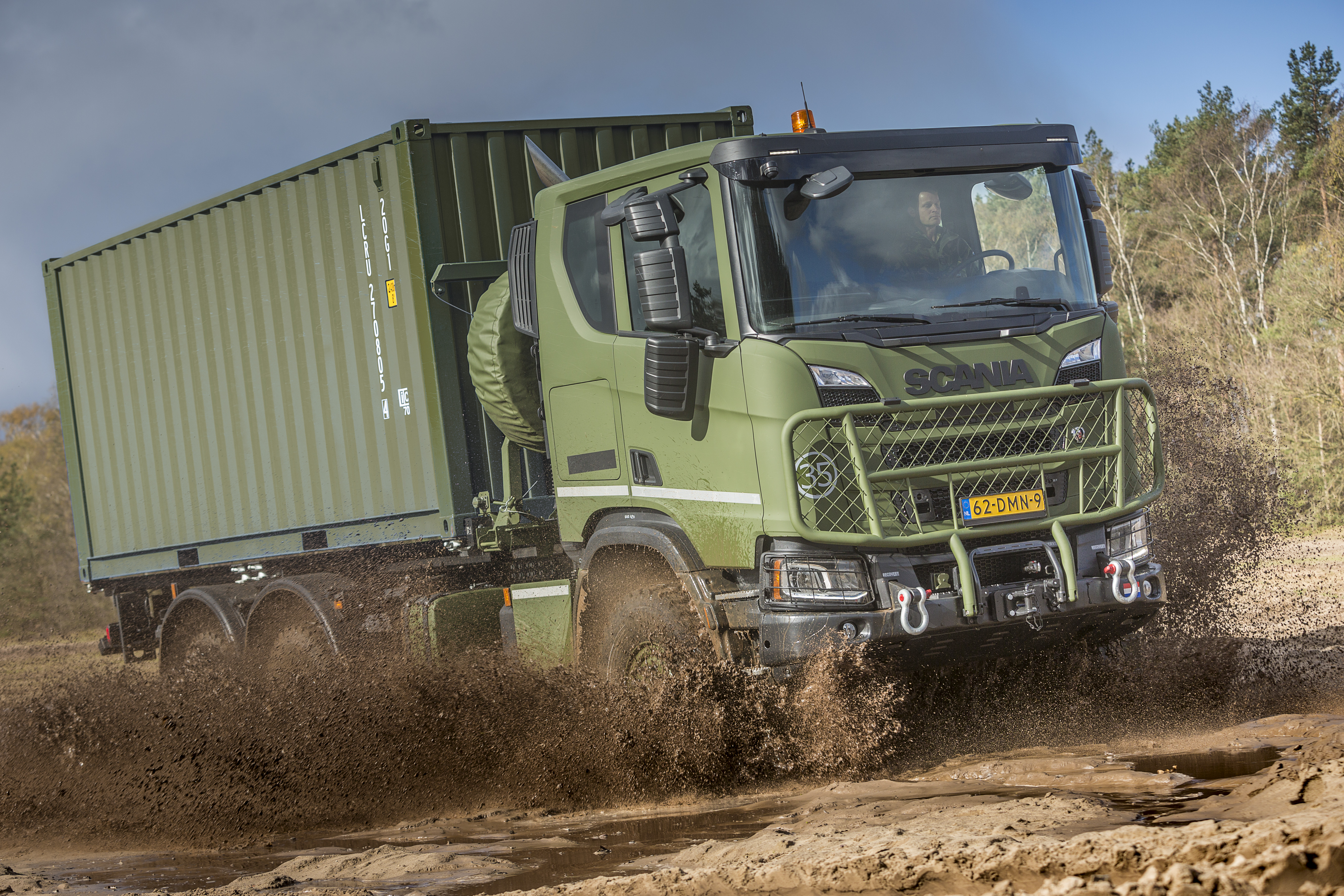
Scania Gryphus
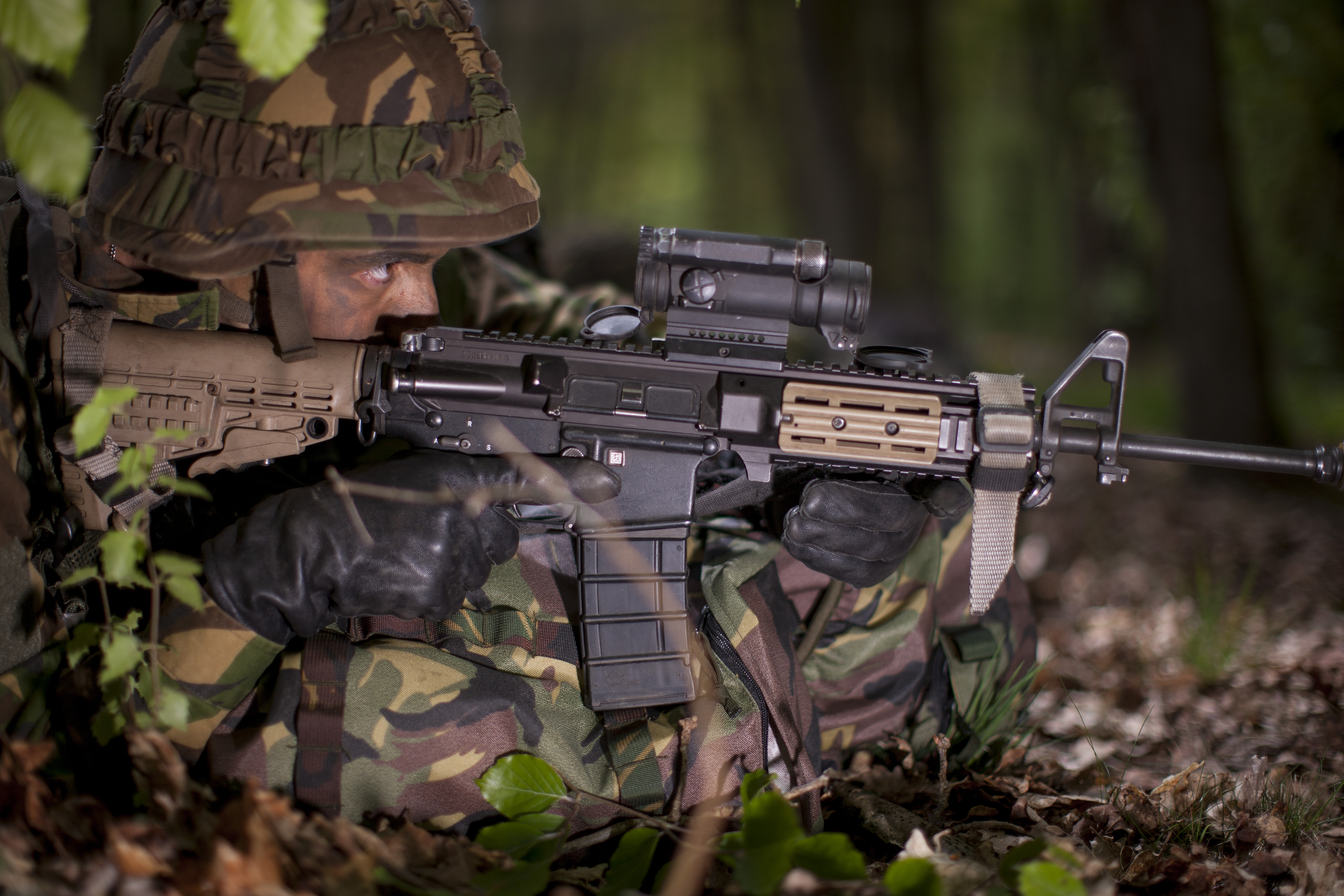
Кольт C8NLD
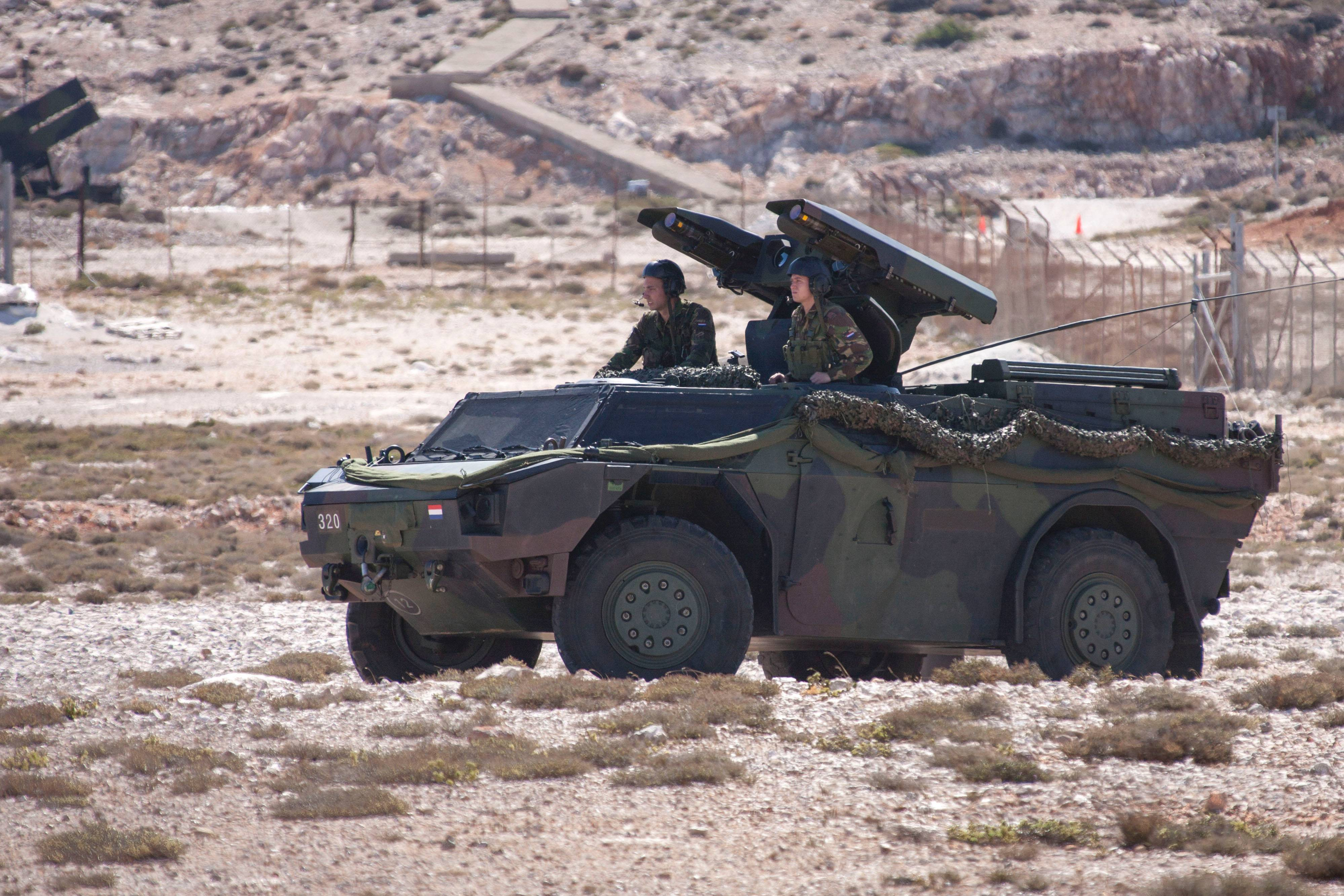
Збройна платформа Fennek Stinger